# Nátrium-benzoát
A nátrium-benzoát (Élelmiszer adalékanyag: E211) a benzoesav nátriumsója. A nátrium-hidroxid és a benzoesav reakciója során keletkezik. A VIII. Magyar Gyógyszerkönyvben  Natrii benzoas    néven hivatalos.  

## Felhasználása
A nátrium-benzoátot élelmiszerek tartósítására széles körben használják. Nem öli meg a baktériumokat és a gombákat, „csak” a szaporodásukat teszi szinte lehetetlenné (bacteriostaticum).
Hatását csak erősen savas pH esetén (<3,6) tudja kifejteni (benzoesav szabadul fel), ezért leginkább salátákban (ecet miatt), gyümölcslevekben (citromsav-tartalom miatt), üdítőitalokban (foszforsav-tartalom miatt), savanyúságokban (ecet miatt), és szószokban, valamint alkohol alapú szájvizekben (antisepticum), és ezüst-tisztító szerekben alkalmazzák. A nátrium-benzoát natúr formában a népesség 25%-a számára íztelen, a többi emberben változó édes, sós, néha keserű érzetet vált ki.
Az élelmiszerekben maximálisan felhasználható mennyiséget az Amerikai Gyógyszer- és Élelmiszerügyi Hivatal (American Food and Drug Administration FDA) 0,1 tömegszázalékban korlátozta, noha a természetben egyes gyümölcsökben ennél jóval nagyobb arányban is jelen lehet. Kísérletek a testsúlykilogrammonkénti 647–825 mg-ot sem találták károsnak.
Penészgombák (lábgombásodás, szájpenész) ellen is alkalmazzák oldat, illetve hintőpor alkotórészeként (antimycoticum).
A napi adag szájon át (per os) nem haladhatja meg a 6,00 g-ot.
A keletkező benzoesav és származékai (para-hidroxi-benzoesav észterek) a bőrön vagy nyálkahártyán alkalmazva allergiás reakciókat válthatnak ki.
A nátrium-benzoátot tűzijátékok elkészítésénél is alkalmazzák, mert kálium-perkloráttal keverve megfelelő arányban, csőbe tömörítve és meggyújtva éles, sípoló hangot ad. Ezt a keveréket whistle mix-nek, magyarul fütyülő elegynek nevezik.

## A tartósítás biológiai menete
A sejtbe való bekerülést követően a foszfofruktokináz nevű enzim működését blokkolja a cukor lebontásában, így a gombák és baktériumok számára a cukorbontás 95%-át megakadályozza, gátolva ezek szaporodását. A gátlás savas pH mellett (<5) történik, ami az anaerob bomlás esetén áll fenn. Ezért a nátrium-benzoát hatékonysága az élelmiszer pH-jától függ.

## Egészségügyi kockázatok
C-vitaminnal (aszkorbinsav, E300) együtt alkalmazva benzol, egy ismert rákkeltő anyag keletkezhet, melynek mennyisége a hőmérséklettől, a fénymennyiségtől, és az eltelt időtartamtól egyaránt függ. Az FDA tanulmánya többségében néhány ppb (azaz néhány µg/kg) mennyiségben talált benzolt üdítőitalokban. Ez a mennyiség jóval kevesebb, mint amennyi a légkörből átlagosan naponta a szervezetbe jut (220 μg/nap).

## Külső hivatkozások
- Sodium Benzoate Material Safety Data Sheet
- International Programme on Chemical Safety - Benzoic Acid and Sodium Benzoate report
- pharmokinetics of the high orally administered doses used to treat hyperammonaemia
- Andersen A. Final report on the safety assessment of benzaldehyde Int J Toxicol 2006;25 Suppl 1:11-27.
- Sodium Benzoate A Cause of Hyper Kids (TIME.com) Archiválva 2007. október 13-i dátummal a Wayback Machine-ben